# Середньовічна Хорватія

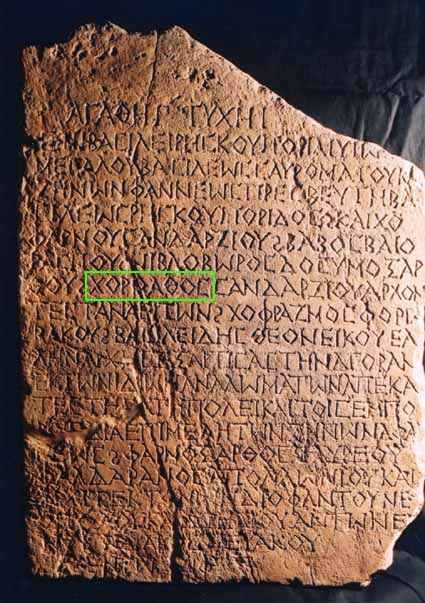
Танаїський камінь слово Horovathos відокремлено

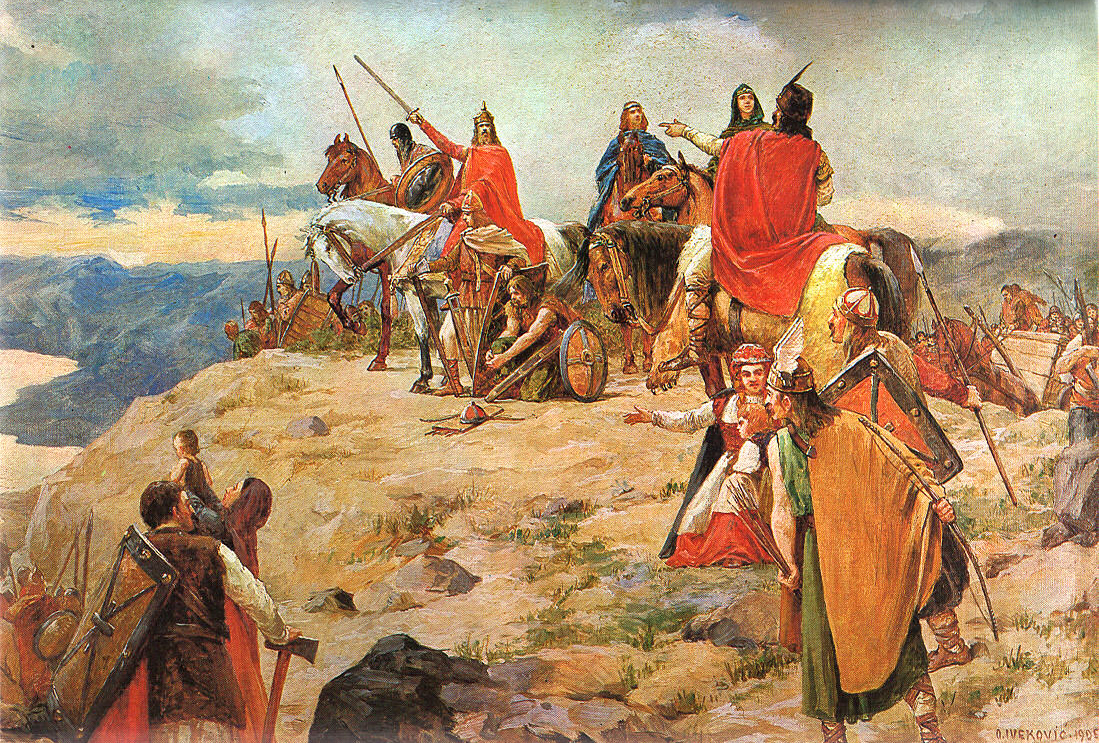
Хорвати приходять до Адріатичного моря (сучасна картина)

Хорвати походять від слов'ян, які переселилися в VII-VIII сторіччях у римські провінції Паннонія і Далмація і утворили там князівства. В X сторіччі вони були об'єднанні в єдине королівство і залишалися в його складі до XII сторіччя.

## Походження
Походження хорватського племені перед великою міграцією слов'ян є невизначеним. Одна теорія вважає, що вони є нащадками давньої Персії (див. Алани).  Ця теорія, проте, оспорюється пізнішими Y-ДНК-дослідженнями — сліди походження первинних хорватів з північної частини Середньої Азії не пізніше 10000 років тому.  Відсутність загальних генетичних маркерів  сучасного населення, що походять від давніх персів робить малоімовірним перське походження. 
Вперше назва хорвати — Horovathos, згадується на Танаїському камені, знайденому в морському порту Танаїс на Азовському морі. Надпис датований приблизно 200 роком від Р.Х. Він свідчить: "Horoathos archon Tanaiton" (Хорватський мер Танаїсу) і "Synodos Horouathon" (Конвенція хорватів). Обидві таблички зберігаються в археологічному музеї в Санкт-Петербурзі, Росія.
Інша теорія поводить походження назви "Horovathos"  від давньої перської провінції "Harahwati". Ми знаходимо цю назву на трьох кам'яних пам'ятниках перського царя Дарія І (522-496 до н.е). Давнє перське священе писання Авеста говорить про "Harahwaiti".    
У VII столітті хорватські племена мігрували з району на північ від Карпат і на схід від річки Вісли (з Білої Хорватії) в західну частину Динарських Альп.

## Міграція
Немає сучасних збережених письмових джерел про міграцію, і щодо події в цілому, і щодо краю. Історики лише мають джерела написані декілька століть після міграції, і навіть ці дані можуть мати у своїй основі усні перекази.   
Найбільш загальноприйнятими фактами про походження хорватів є те, що вони є слов'янським племенем з теренів сучасної Польщі або Західної України. Багато сучасних учених вважають, що на чолі хорватського народу, а також інших ранніх слов'янських груп, які були сільськогосподарським населенням, стояли іраномовні кочівники  — алани. Алани були правлячою кастою або й кастою воїнів; дані про їхній внесок в основному філологічний і етимологічний.   
Книга De Administrando Imperio, написана в X столітті, є основним джерелом інформації про міграцію слов'янських народів у південно-східній Європі. У ній розповідається про те, що перша хвиля міграції відбулася близько 600 року з регіону сьогоденної  Галичини і Панонської рівнини, під головуванням аварів, до римської провінції Далмація. De Administrando Imperio говорить, що хорватів привели в Далмацію родина п'яти братів на ймення Клукас, Лобел, Косенц, Мухло і Хрват (Klukas, Lobel, Kosenc, Muhlo і Hrvat), а також двох сестер на ймення Туга і Буга (Tuga і Buga).
Друга хвиля міграції можливо відбулась близько 620 року, коли хорвати були запрошені імператором Іраклієм як протидія аварській загрозі Візантійській імперії.    
De Administrando Imperio також пропонує альтернативний варіант подій, коли хорвати не були запрошені насправді Іраклієм, а переселилися на ці терени після поразки аварів, мігруючи з району сьогоднішньої Сілезії. Ця версія підтримується працями архидиякона Томи, в історії Салнітанії від XIII століття.    
Проте, джерела архидиякона Томи, а також Дуклійський літопис XII століття, наголошують, що хорвати мігрували інакше ніж за візантійськими текстами. Ці джерела стверджують, що хорвати були групою слов'ян, які залишилися після готів (ім'я керманича "Тотила"), які окупували і грабували римську провінцію Далмацію.
Незалежно від різних джерел, хорватські племена зрештою оселилися в районі між річкою Драва і Адріатичним морем, у західній частині римської провінції Паннонія, і в Далмації, в західній частині Балканського півострова. Хорватські племена були об'єднанні в два князівства — Паннонійське на півночі і Далмацьке на півдні.

## Християнізація
Найперші записи контакту між папою римським і хорватами датується серединою VII століття в Liber Pontificalis. Папа Іван IV (Далматинець, 640-642) направив абата на ім'я Мартин Далмацький і Істринський з тим, щоб заплатити викуп за деяких ув'язнених і рештки старих християнських мучеників.  Цей абат здійснив мандрівку до Далмації за допомогою хорватських керманичів, і він створив основу для майбутніх стосунків між папою і хорватами. Християнізація хорватів почалася після їхнього прибуття, ймовірно, в VII столітті, під впливом близькості від давніх римських міст у Далмації. Процес завершився на початку 9 століття. Початок християнізації також оспорюється в історичних текстах: візантійські тексти говорять про князя Поріна, який розпочав хрещення під протекцією імператора Іраклія, а потім князя Порга, який охрестив народ за римською традицією. Досить цікаво, що хорвати так і не були зобов'язані використовувати латиницю - вони перевели тексти на рідну мову і використовували глаголицьку абетку.  Це було офіційно узаконено в 1248 папою Інокентієм IV, і лише пізніше латиниця розпочала переважати.

## Заснування
Королівство Хорватія було незалежною державою з 925 до 1102, і охоплювала більшу частину сьогоденної Хорватії і Боснії і Герцеговини на Балканах.  Державою керували в основному з роду Трпимировичів до 1102, коли Королівство Угорщина встановило контроль над державою. Після цієї події Хорватія залишається під владою Угорщини до руйнації Австро-Угорської імперії в 1918 році.
Томіслав I, нащадок Трпимира I, вважається засновником династії Терпимировичів. Між 923 і 928, Томіслав досяг успіху в справі об'єднання хорватів Паннонії і Далмації, якими керували князі окремо, і він був коронований як король Дувненського краю (центральне місто області — Дувно перейменували на Томіславград на його честь).  Головний доказ, що Томіслав був коронований королем є лист від 925 (збереглася лише копія від 16 століття), в якому Іван X, називав Томіслава — королем Хорватії.
Держава Томіслава охоплювала велику частину Паннонії, Далмації, Боснії і Славонії. Він адміністрував  своє королівство на одинадцять країв (жуп) і одну бановину. Кожен з цих регіонів мав укріплене королівське місто.    
Томіслав мав конфлікт з булгарським керманичем Сімеоном I. Томіслав підписав договір з Візантійською імперією, яка дозволяла йому контролювати візантійські міста в Далмації до приборкання болгарської експансії. У 926 Симеон намагався розірвати хорватсько-візантійський договір, направивши князя Алогоботура з величезною армією проти Томіслава, але армія Симеона зазнала поразки в битві на боснійському нагір'ї.  Згідно з De Administrando Imperio армія і флот Томіслава складався з приблизно 100000 піхоти, 60000 кінноти, 80 великих і 100 дрібних кораблів.

## Х століття
Хорватське суспільство зазнало значні зміни в десятому столітті. Місцеві лідери жупаній були замінені керманичами від короля, які займали землі від попередніх землевласників, по суті створюючи феодальну систему. Раніше вільні селяни стали кріпаками і перестали бути солдатами, внаслідок чого військова потужність Хорватії зникає. 
Томіславу спадкує Трпимир II (928-935) і Крешимир I (935-945), які зуміли зберегти свою владу і добрі стосунки з Візантійською імперією та папою. Мирослав (945-949) був убитий Прибіною в ході внутрішньої боротьби за владу, а Хорватія втратила острови Брач, Хвар і Вbс на користь Паганії. Далматські міста-держави і князівство Боснія були втрачені на користь Візантії, а Східна Славонія і Срем були окуповані мадярами.
Крешимир II (949-969) відновив хорватську владу на більшій частині території держави. Він зберіг особливо добрі стосунки з далматинськими містами, він і його дружина Олена дарували землі і церкви Задару і Соліну. Крешимиру II успадкував його син Стефан Держислав (969-997), який мав тісніші відносини з Візантійською імперією, від  якої він отримав королівські знаки.

## 11 століття

### Розвиток кризи
Як тільки Стефан Держислав помер в 997, три його сини, Святослав (997-1000),  Крешимир III (1000–1030), Гойслав (1000–1020), розпочали боротьбу за  владу чим ослабили державу і дозволили венеційцям на чолі з Орсеоло П'єтро II і болгарам на чолі з Самуїлом зазіхати на терени хорватської Адріатики. У 1000, Орсеоло привів венеційський флот в східну частину Адріатичного моря і поступово узяв під свій контроль весь регіон  [Архівовано 1 грудня 2007 у Wayback Machine.], по-перше острова затоки Кварнер і Задар, пізніше Трогір і Спліт, а після успішного військово-морського бою з неретвіанцями, він отримав контроль над Корчулою і Ластово, і затвердив назву князівство Далмація (dux Dalmatiæ). 
Крешимир III намагався відновити владу над містами Далмації і мав певний успіх до 1018, коли він був переможений Венецією в союзі з лангобардами. Його син, Стефан І (1030-1058), розвинув успіх свого батька — князь Паганії став його васалом в 1050.

### Крешимир IV
Під час царювання Крешимира IV (1058-1074), середньовічне хорватський королівство досягло свого піку територіальної експансії. Крешимиру удалося отримати від Візантійській імперії підтвердження його влади над містами Далмації.  Він також дозволяє Римській курії брати активнішу участь в релігійних справах Хорватії, що призвело до порушення його влади над глаголічеським духівництвом в Істрії після 1060. Хорватія за часів Крешимира IV складалася з дванадцяти округів і була трохи більше, чим за часів Томіслава. Вона включала князівство Паганія, і мала вплив у Захумл'є, Травунії і Дуклі.    
Проте в 1072, Крешимир допоміг болгарським і сербським повстанцям проти їх візантійських господарів. Візантійці відповіли в 1074, пославши норманів на чолі з Аміком захопити Раб. Вони не змогли захопити острів, але їм вдалося захопити царя, і хорвати були вимушені капітулювати і віддати Спліт, Трогір, Задар, Біоград, і Нин норманнам. Смерть Крешимира IV в 1074 призела до уривання де-факто Терпимировської династії, які правили Хорватією впродовж більше двох століть.

### Дмитар
Крешимиру успадкував суперник, але і родич, Святославичів (Терпимировська молодша лінія): Дмитар Звонимир (1075-1089) . Він був баном Славонії. Він отримав титул завдяки підтримки папи Григорія VII, після чого він підтримав норманнів під головуванням Роберта Гвіскара в їх боротьбі проти Візантійської імперії і Венеції між 1081 і 1085.  Звонимир перевіз свої війська через протоку Отранто і окуповував місто Дуррес. Його війська підтримували норманнів в багатьох битвах уздовж албанських і грецьких берегів. Через це в 1085, візантійці передали свої права в Далмації Венеції.    
Часи царювання Звонимира згадуються як мирні і процвітаючи часи, з цього часу Святійший Престол отримав панування в Хорватії до цього дня. В цей час дворянські титули в Хорватії були зроблені на кшталт інших частин Європи, комз і барон, використовували для жупанів і знаті королівського двору, і властелін для іншої знаті. З цього часу Хорватія орієнтувалась на Західну Європу, а не на схід.